# جبهة ثبات الثورة الإسلامية
جبهة ثبات الثورة الإسلامية (بالفارسية:  جبهه پایداری انقلاب اسلامی) هي جماعة سياسية أصولية إيرانية وصفت بأنها «نهاية القصوى من المعسكر الاصولي» و«أكثر الأحزاب اليمينية في إيران». أنشئت باعتبارها القائمة الانتخابية الخاصة بالانتخابات التشريعية عام 2012. تتکون جبهة ثبات الثورة الإسلامية جزئيا من الوزراء السابقين لمحمود أحمدي نجاد، ويقال أن آية الله محمد تقي مصباح اليزدي هو «الزعيم الروحي» وراء المجموعة.

## نتائج الإنتخابات

### بارلمان
| Election                      | Seats          | +/−  | Ref   |
| ----------------------------- | -------------- | ---- | ----- |
| مجلس الشورى الإسلامي عام 2012 | 85 / 290 (29%) |      | [ 5 ] |
| مجلس الشورى الإسلامي عام 2016 | 24 / 290 (8%)  | ▼ 58 | [ 6 ] |

### مجلس المدينة
| Election                   | Seats         | +/− | Ref   |
| -------------------------- | ------------- | --- | ----- |
| مجلس مدينة طهران الإسلامي  | 8 / 31 (26%)  |     | [ 7 ] |
| مجلس مدينة مشهد الإسلامي   | 15 / 25 (60%) |     | [ 7 ] |
| مجلس مدينة قم الإسلامي     | 19 / 21 (90%) |     | [ 7 ] |
| مجلس مدينة تبريز الإسلامي  | 3 / 21 (14%)  |     | [ 8 ] |
| مجلس مدينة اصفهان الإسلامي | 4 / 21 (19%)  |     | [ 9 ] |